# Max Wolter
Max Wolter  (* 25. April 2002 in Hamburg) ist ein deutscher Schauspieler, Regisseur und Drehbuchautor.

## Leben
Max Wolter ist ein staatlich ausgebildeter Schauspieler und hat von 2020 bis 2024 an der Filmuniversität Babelsberg studiert.
Zwischenzeitlich spielte er in unterschiedlichsten Serien wie Helgoland 513 unter Regie von Hollywood-Regisseur Robert Schwentke oder im Krimi Joachim Vernau, in der er neben Jan Josef Liefers zu sehen war.
2024 spielte er erstmals eine Hauptrolle an der Seite von Aaron Hilmer im ARD-Film "Wer ohne Schuld ist" und 2025 spielte er  im Tatort Dresden mit, der anschließend mit dem FernsehKrimi-Preis 2025 fürs Beste Jugend-Ensemble ausgezeichnet wurde.
Zusätzlich inszenierte er als Regisseur und Drehbuchautor die von Pyjama Pictures produzierte Prime Video Serie Gerry Star, die 2025 erschienen ist.

## Filmographie (Auswahl)
- 2025: Gerry Star (Fernsehserie)
- 2025: Intimate 2 (Fernsehserie)
- 2025: Tatort (Fernsehfilm)
- 2024: Wer ohne Schuld ist (Fernsehfilm)
- 2024: Helgoland  513 (Fernsehserie)
- 2023: Solo für Weiß – Liebeswut (Fernsehserie)
- 2022: Joachim Vernau Düstersee (Fernsehserie)
- 2022: Ein Sommer auf Langeoog (Fernsehserie)
- 2020: Soko Wismar (Fernsehserie)